# Knights of the Round
Knights of the Round (ナイツオブザラウンド Naitsu obu za Raundo?) es un videojuego beat 'em up de desplazamiento lateral lanzado por Capcom en 1991 para arcade y en 1994 para SNES, basado libremente en la leyenda del Rey Arturo y los Caballeros de la Mesa Redonda. El juego presenta un sistema de avance de nivel similar al de un videojuego de rol de acción, con luchadores que se actualizan automáticamente a nuevas armas y armaduras a medida que avanzan en el juego.

## Trama
Arturo que se había estado entrenando para ser un gran caballero, sacó la espada sagrada Excalibur de la roca. Después de sacarla, Arturo se dio cuenta de que su destino era convertirse en el primer rey de los británicos. Merlín luego envía a Arturo y sus dos compañeros más cercanos, Lancelot y Perceval, para derrocar al malvado rey Garibaldi y unir Gran Bretaña, con la ayuda del Grial.

## Jugabilidad
La jugabilidad es muy similar a la de otros beat 'em up de Capcom, como Final Fight y el anterior título de fantasía de hack-and-slash de Capcom, The King of Dragons. Hay siete etapas, cada una con su propio jefe y una variedad de enemigos genéricos que intentan detener el progreso de los jugadores. Las peleas se basan en gran medida en la capacidad de bloqueo, que se activa presionando el botón de ataque y luego presionando el joystick cuando el oponente golpea. Si tiene éxito, el jugador gana unos segundos de invencibilidad con los que contraatacar. Sin embargo, si nadie golpea al personaje del jugador mientras sostiene el bloque, se cansará y bajará la guardia, haciéndolo vulnerable al ataque. El bloqueo es vital en ciertos casos, ya que algunos jefes serán vulnerables solo después de que el jugador haya bloqueado su ataque.
Como en la mayoría de los beat 'em ups, un ataque de "desesperación" se realiza presionando los botones de ataque y salto simultáneamente. Esto daña a todos los enemigos en pantalla, siendo capaz de matar, pero el jugador pierde un poco de salud cada vez que lo usa.
En varios puntos del juego, los jugadores pueden montar a caballo, donde pueden atacar a los enemigos a caballo. Los caballos pueden pisotear a los enemigos presionando el joystick dos veces hacia adelante. En ocasiones, los jefes y ciertos personajes enemigos también pueden montar a caballo.

## Personajes
Hay tres personajes jugables:
- Arturo, el héroe principal, es un personaje bien equilibrado en velocidad y fuerza. Su arma es la espada Excalibur. Puede realizar un ataque especial, un poderoso golpe cortante, presionando ataque y luego sosteniendo el joystick hacia la dirección del enemigo. Inicialmente, Arthur usa una cota de malla y una armadura de cuero. Al ganar niveles, Excalibur se vuelve más fuerte y eventualmente obtiene más armadura corporal (más tarde en colores plateado y dorado). Arthur es también el personaje más devastador, cuando está montado a caballo.
- Lancelot es un espadachín talentoso y ha estado viajando por todo el mundo para encontrar un rey digno al que servir. Lancelot es el personaje más rápido pero le falta fuerza. Dado que el juego favorece la maniobrabilidad, es muy bueno para principiantes. Su ataque especial es la patada en salto, que se realiza presionando ataque y luego sosteniendo el joystick hacia arriba. El arma preferida de Sir Lancelot es un sable. Sir Lancelot comienza vistiendo un tabardo azul con una cruz amarilla. En eventuales subidas de nivel, Lancelot gana una armadura de placas y un sable más amplio.
- Perceval, hijo de un herrero, es un guerrero fuerte con un corazón gentil. A diferencia de sus amigos espadachines, el Rey Arturo y Lancelot, Perceval prefiere usar un hacha de batalla como su arma principal. Nunca ha sido derrotado gracias a su cuerpo bien construido. Perceval es el personaje más fuerte pero carece de agilidad, lo que lo hace bueno para jugadores de nivel intermedio a avanzado. Él es el único personaje que puede correr tocando el joystick hacia adelante dos veces, cancelado en un "Columpio gigante" presionando el botón de ataque mientras corre. Al principio, Perceval tiene cabello rubio y armadura ligera con pantalones largos verdes. En eventuales subidas de nivel, Perceval se vuelve calvo con barba y gana una armadura más pesada, aunque la mayor parte de su torso está desnudo.

## Legado
El juego fue portado a Super NES en 1994, en Capcom Classics Collection: Reloaded para PSP en 2006, así como en Capcom Classics Collection Vol. 2 para PlayStation 2 y Xbox y en 2018, en Capcom Beat 'Em Up Bundle para PlayStation 4, Nintendo Switch, Xbox One y Microsoft Windows.

## Recepción
En Japón, Game Machine incluyó a Knights of the Round en su edición del 1 de marzo de 1992 como la unidad de juegos de mesa de mayor éxito del mes, superando a títulos como Street Fighter II: The World Warrior. RePlay también informó que el juego era el sexto juego de arcade más popular en ese momento. Play Meter también incluyó a Knights of the Round como el quincuagésimo primer juego de arcade más popular en ese momento.
Sinclair User calificó la versión arcade con un 78/100, y escribió que los jugadores que disfrutaron de Golden Axe disfrutarían de Knights of the Round. Anthony Baize, que escribe para Allgame, lo llamó un "sólido devorador de cuartos con algunos personajes mitológicos geniales". Al revisar la versión de SNES, GamePro elogió la calidad de los sprites, pero comentó que "el juego lento y repetitivo atenúa el borde de este juego por lo demás promedio", citando el enfoque abrumador del juego en el crudo combate "hack 'n' slash". En 2018, Complex clasificó el juego en el puesto 89 en "Los mejores juegos de Super Nintendo de todos los tiempos".